# Смёшино
Смёшино — деревня в Заклинском сельском поселении Лужского района Ленинградской области.

## История
Впервые упоминается в писцовой книге Водской пятины 1500 года, как сельцо Смешыно, в Дмитриевском Городенском погосте Новгородского уезда.
Как село Смешино оно обозначено на карте Санкт-Петербургской губернии 1792 года, А. М. Вильбрехта.
Погост Смешенье при озере Заклинском, упоминается на карте Санкт-Петербургской губернии Ф. Ф. Шуберта 1834 года.

СМЕШИНО — село, церковнослужители: 7 м. п., 13 ж. п.

в оном церковь каменная во имя Рождества Богородицы (1838 год)

СМЕШИНО — село, погост, по просёлочной дороге (1856 год)

СМЕШИНО (СМЕШЕНЬЕ) — погост при озере Смешенском, число дворов — 4, число жителей: 7 м. п., 8 ж. п.; Церковь православная. (1862 год)

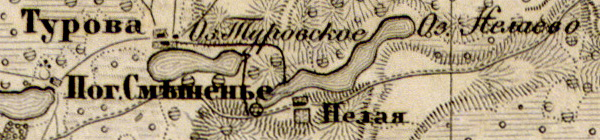
Деревня Смёшино на карте 1863 года

Согласно карте из «Исторического атласа Санкт-Петербургской Губернии» 1863 года, на месте современной деревни находился погост под названием Смешенье.
В XIX веке погост административно относился к Городенской волости 2-го земского участка 1-го стана Лужского уезда Санкт-Петербургской губернии, в начале XX века — 2-го стана.
С 1917 по 1927 год деревня Смешино находилась в составе Туровского сельсовета Кологородской волости Лужского уезда.

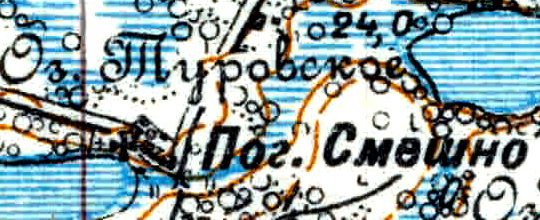
Погост Смёшино на карте 1926 года

Согласно топографической карте 1926 года, это был погост Смешино.
С 1928 года, в составе Слапского сельсовета.
По данным 1933 года в состав Слапского сельсовета Лужского района входил погост Смешино.
С декабря 1933 года, в составе Лужского сельсовета.
C 1 августа 1941 года по 31 января 1944 года деревня находилась в оккупации.
В 1958 году население деревни составляло 111 человек.
По данным 1966, 1973 и 1990 годов года деревня Смёшино также входила в состав Лужского сельсовета.
По данным 1997 года в деревне Смёшино Заклинской волости проживали 35 человек, в 2002 году — 48 человек (русские — 92 %).
В 2007 году в деревне Смёшино Заклинского СП проживали 58 человек.

## География
Деревня расположена в юго-восточной части района на автодороге 41А-004 (Павлово — Мга — Луга).
Расстояние до административного центра поселения — 2 км.
Расстояние до ближайшей железнодорожной станции Луга — 4 км.
Деревня находится на северном берегу Заклинского озера.

## Демография
| 1838 | 1862 | 1958 | 1997 | 2007 | 2010 | 2017 |
| ---- | ---- | ---- | ---- | ---- | ---- | ---- |
| 20   | ↘15  | ↗111 | ↘35  | ↗58  | ↘48  | ↗78  |

## Улицы
Успенская.

## Садоводства
Смёшино.